# Adam Mickiewicz
Adam Bernard Mickiewicz (24 tháng 12 năm 1798 – 26 tháng 11 năm 1855) – Đại thi hào dân tộc Ba Lan, được coi là một trong những nhà thơ lớn nhất của thơ ca lãng mạn thế giới.

## Cuộc đời

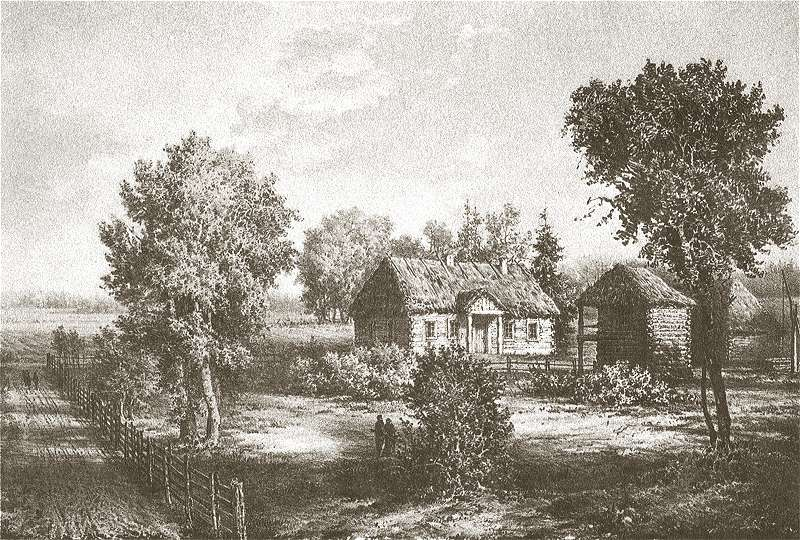
Nhà của Adam Mickiewicz ở Zaosie

Adam Mickiewicz sinh ở Zaosie gần Navahrudak, Đế quốc Nga (nay là Belarus), là con trai của Mikołaj Mickiewicz, một luật sư nghèo. Học Đại học Vilnius từ năm 1815. Tham gia vào việc thành lập nhóm thanh niên yêu nước và làm thơ cổ vũ cho phong trào này. Sau khi tốt nghiệp Đại học, làm giáo viên dạy học. Năm 1823 bị bắt vào tù vì tham gia hoạt động chính trị, năm 1824 được trả tự do. Từ năm 1824 đi đến nhiều thành phố như Saint Petersburg, Odessa, Moskva, Cremia.. làm quen với nhiều nhà cách mạng Tháng Chạp ở Nga. Từ năm 1829 đi ra nước ngoài. Sống ở Đức, Thụy Sĩ, Ý. Năm 1832 sang Paris, cộng tác với các nhà chính trị sống lưu vong của Ba Lan và Litva. Năm 1840 được phong giáo sư các ngôn ngữ Slavic của trường College de France. Năm 1855 Adam Mickiewicz đến Constantinopolis với ý định thành lập đội quân người Ba Lan giúp Anh, Pháp chống lại Nga hoàng nhưng ý định đang dở dang thì bị bệnh dịch tả và mất ngày 26 tháng 11.

## Thơ ca

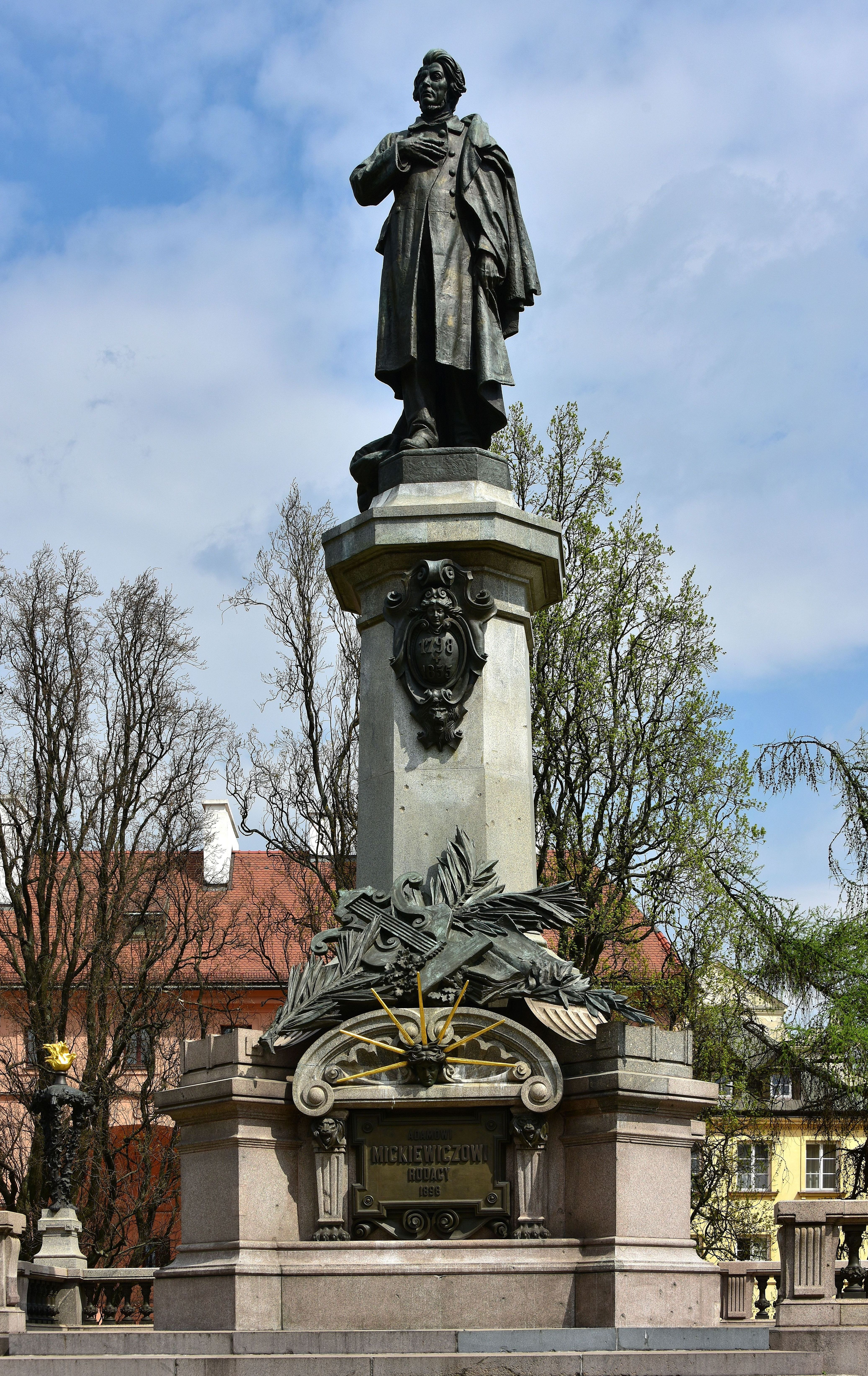
Tượng Adam Mickiewicz ở Warszawa

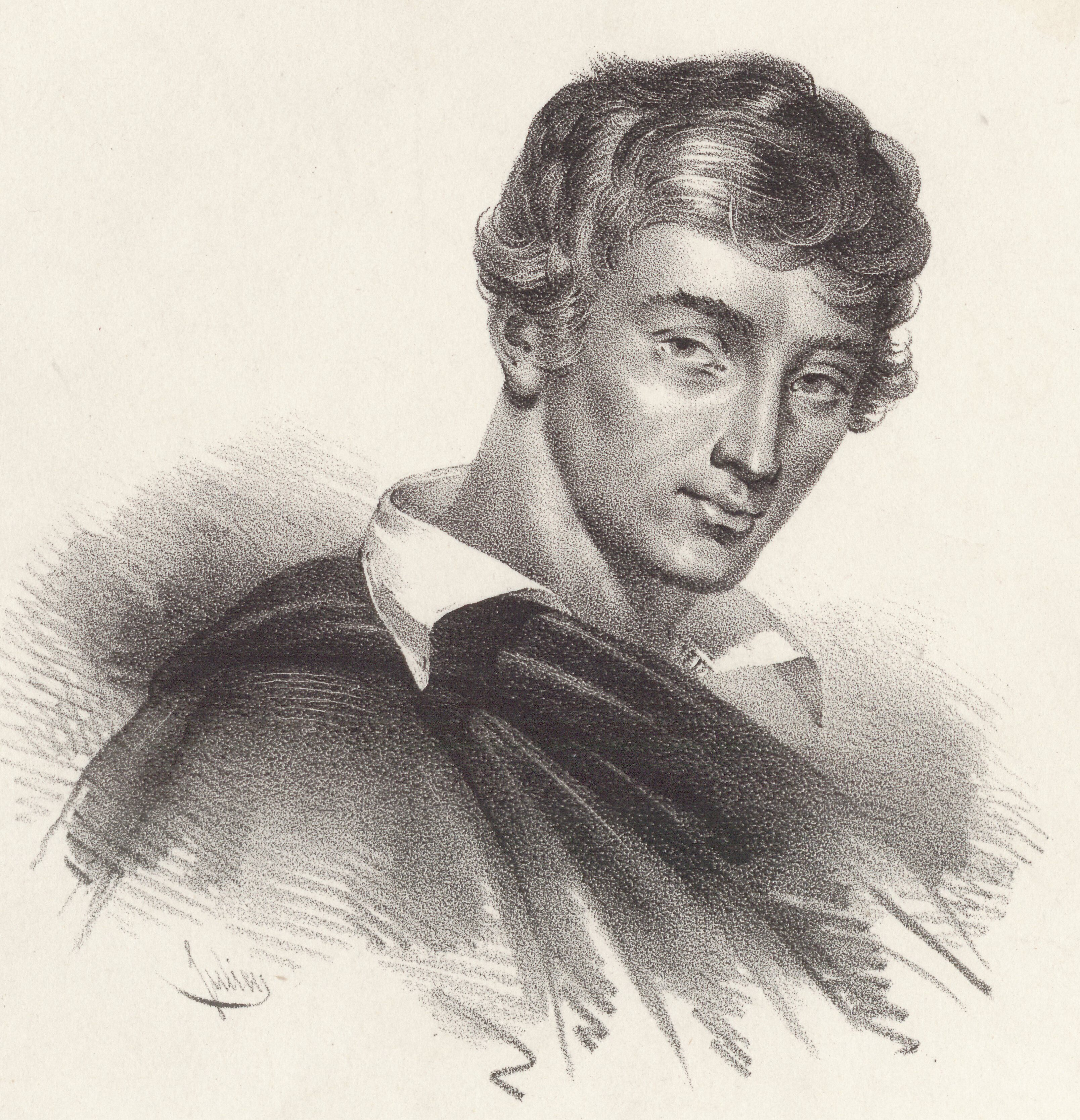
Chân dung Adam Mickiewicz

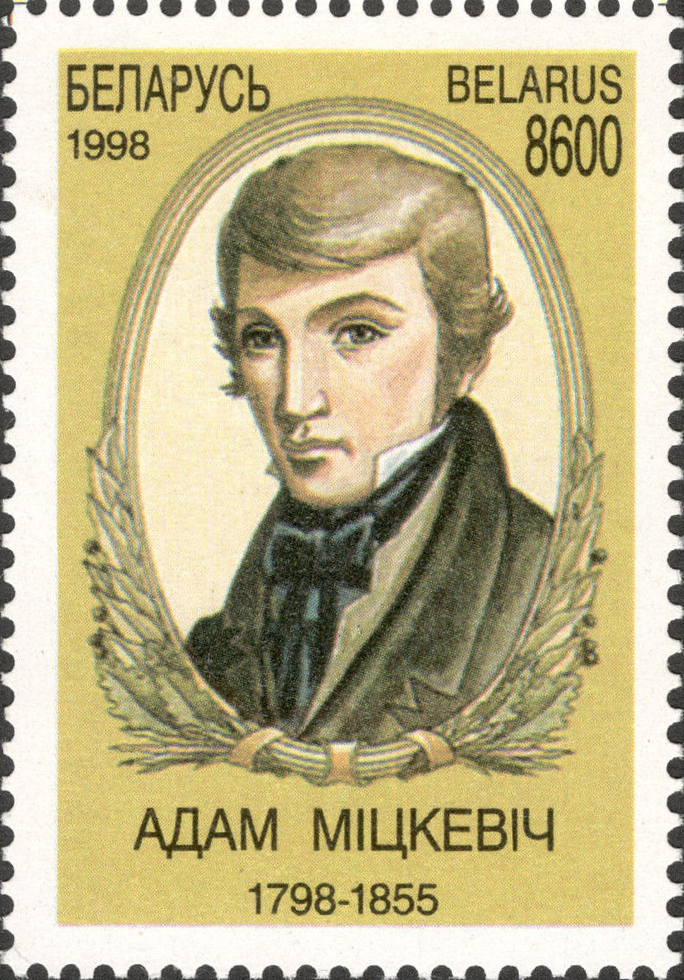
Hình Adam Mickiewicz trên tem thư Belarus năm 1998

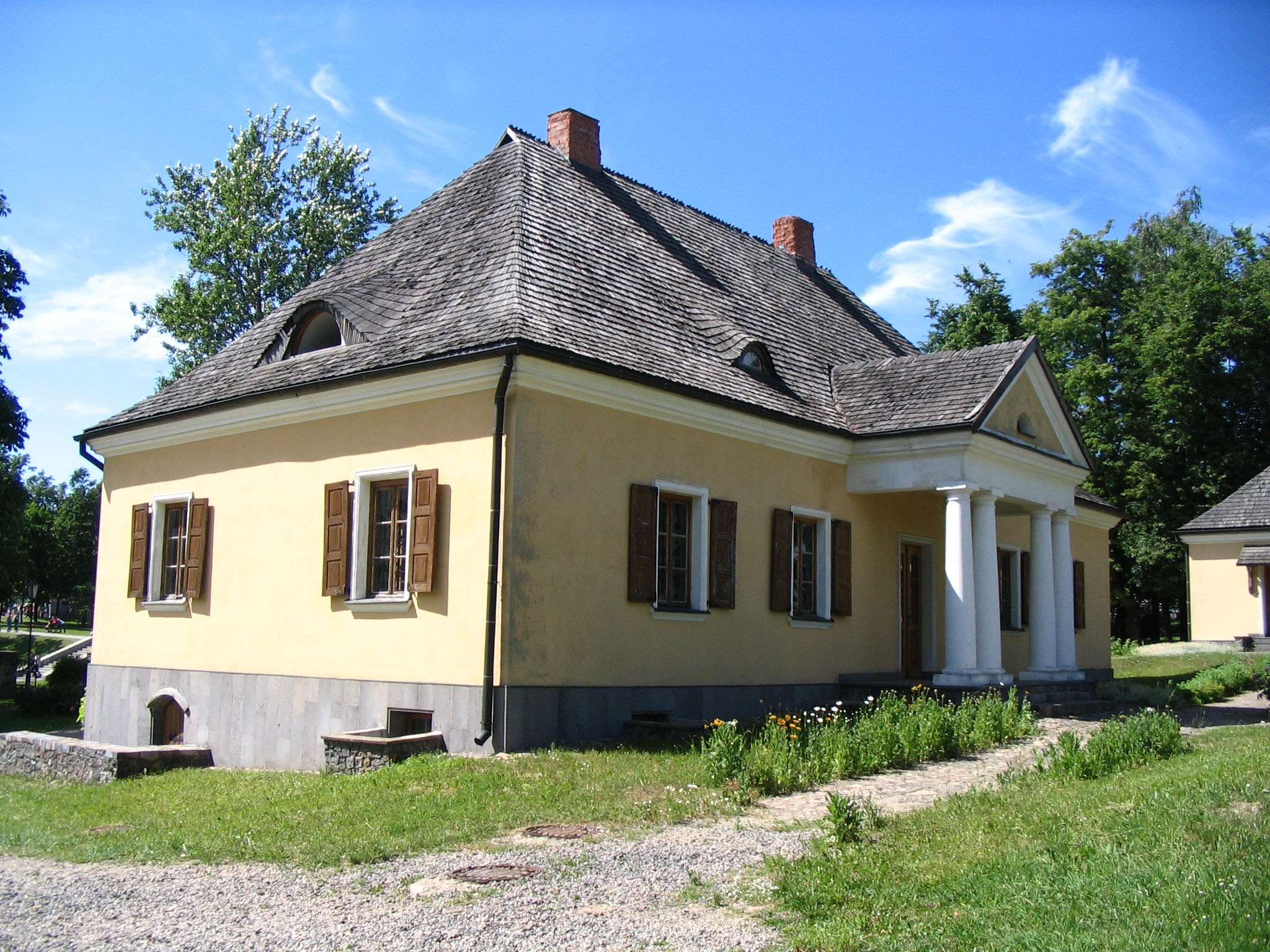
Bảo tàng Adam Mickiewicz ở Navahrudak

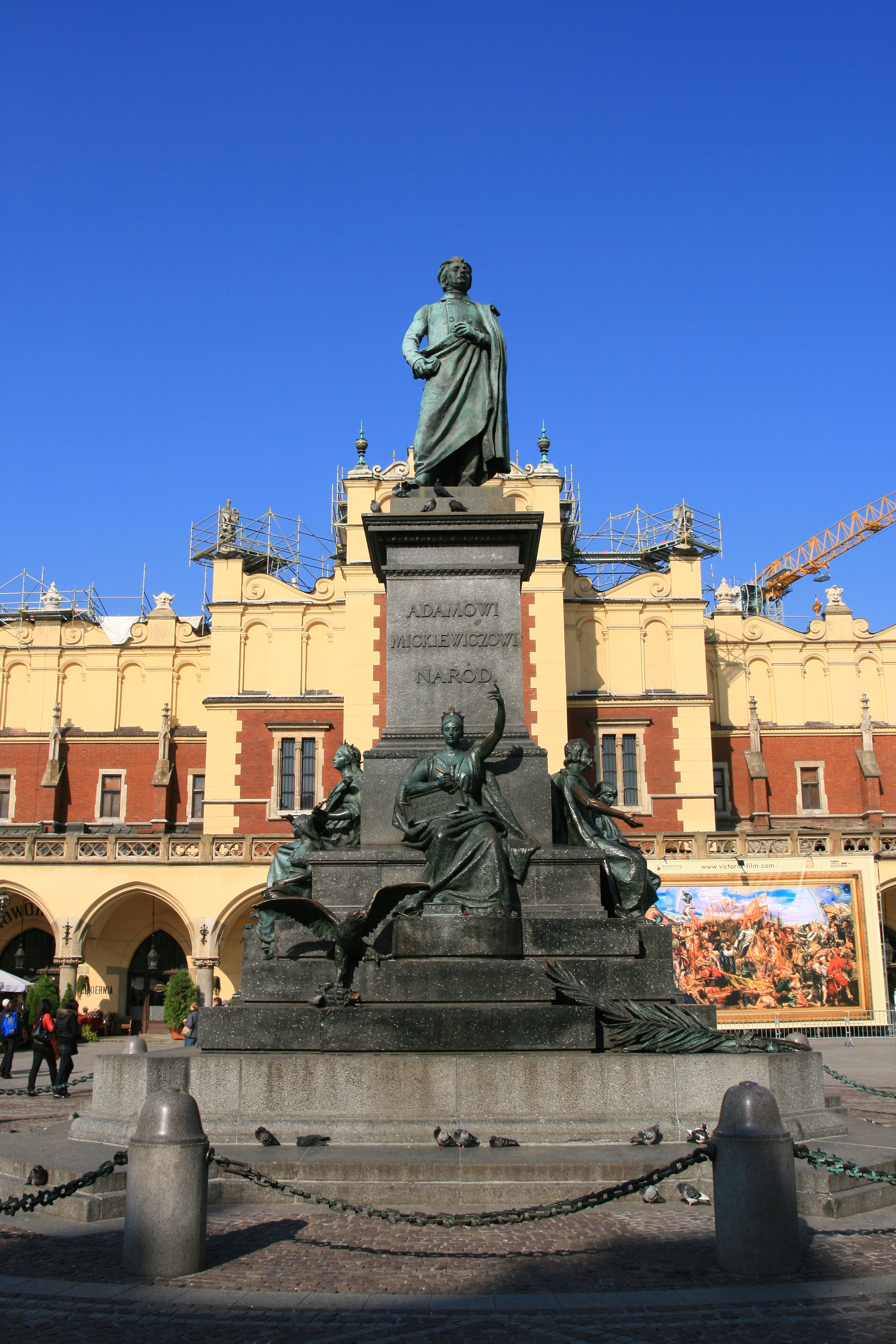
Tượng Adam Mickiewicz ở Kraków

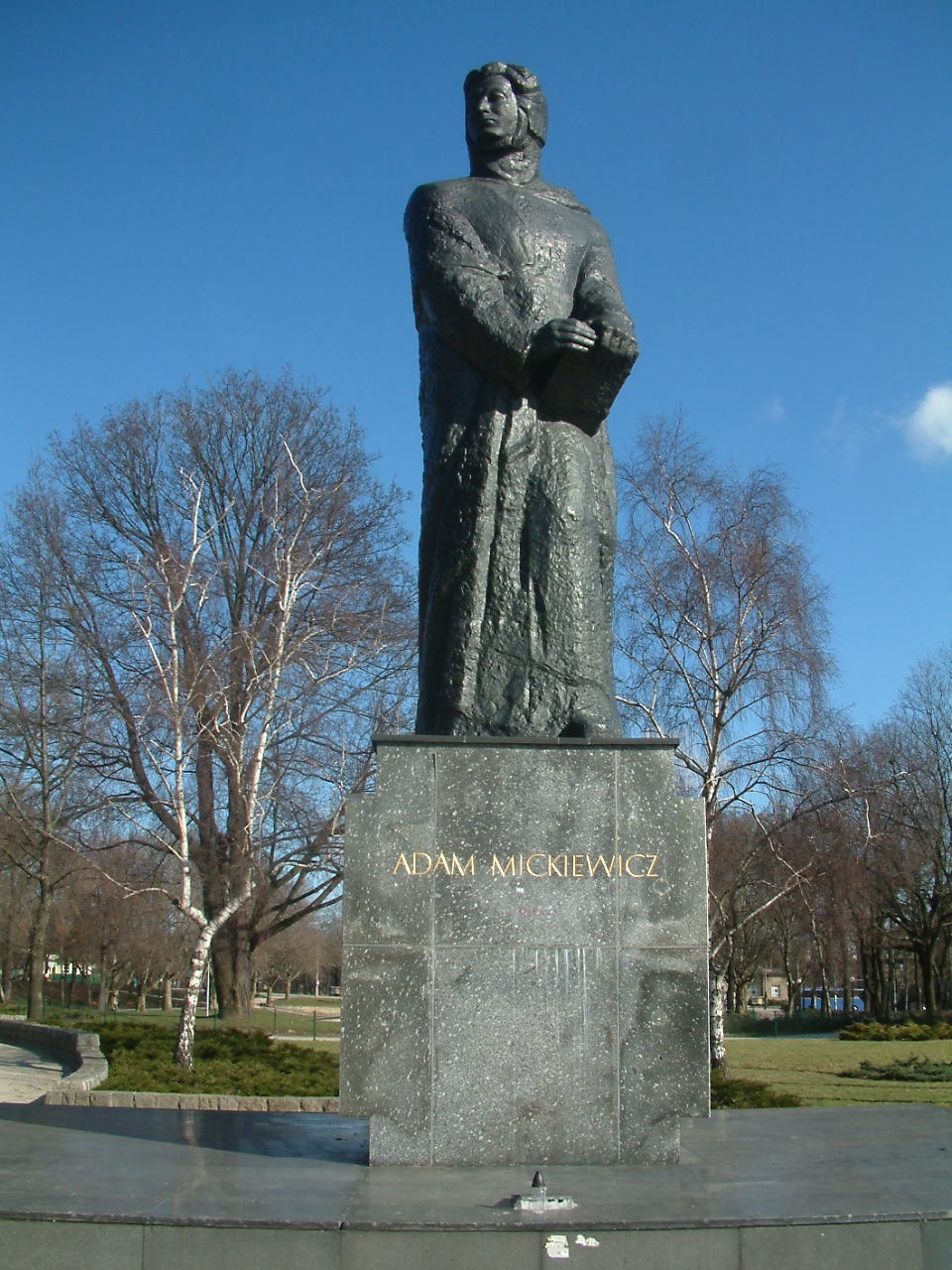
Tượng Adam Mickiewicz ở Poznań

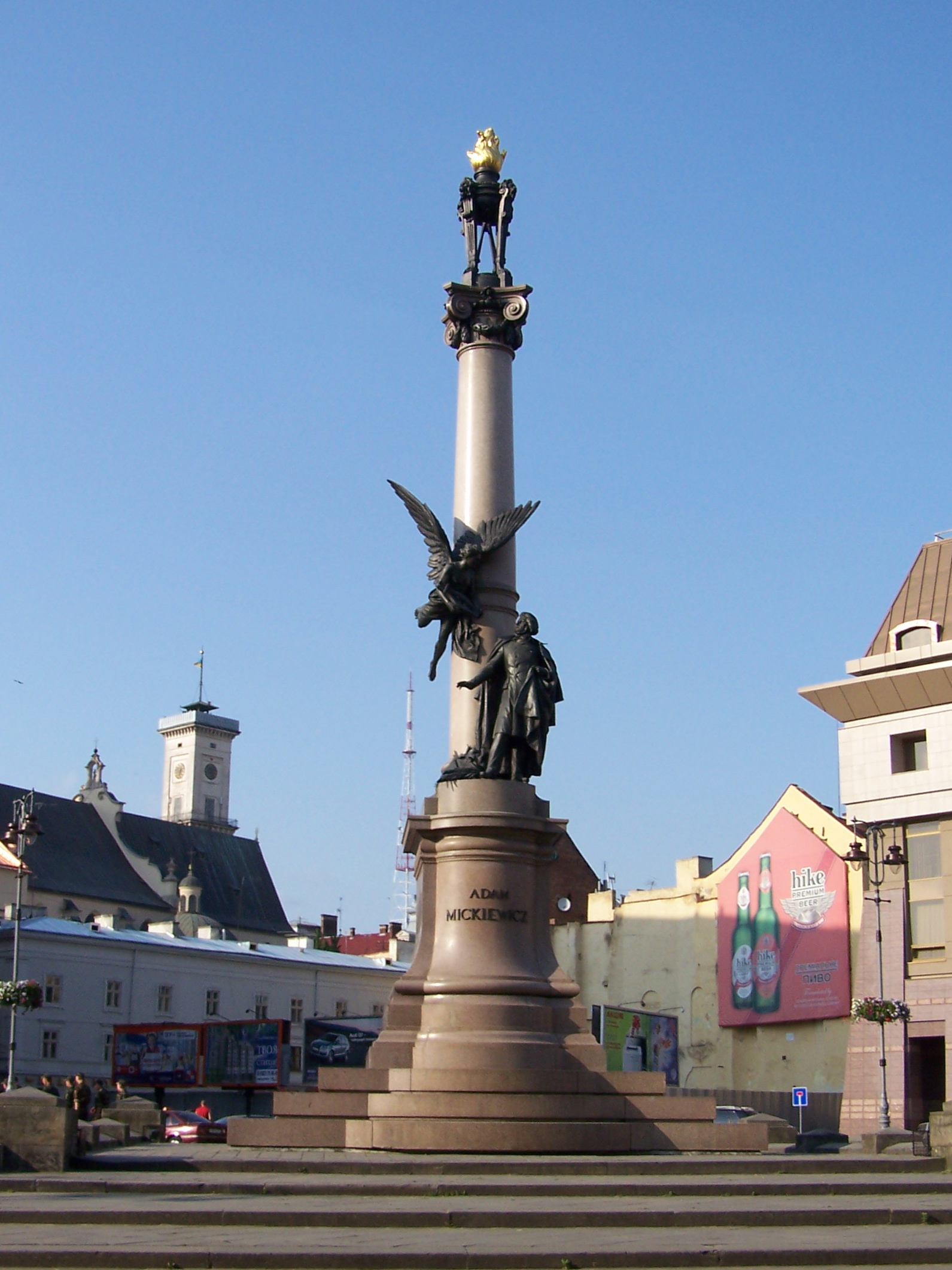
Tượng Adam Mickiewicz ở Lwów, Ukraina

Bài thơ đầu tiên Zima miejska in ở báo Tygodnik Wileński năm 1818. Tập thơ đầu Poezje (Thơ), xuất bản năm 1822 có bài giới thiệu O poezji romantycznej (Về thơ lãng mạn) trở thành tuyên ngôn của phái lãng mạn trong văn học Ba Lan. Sau đó in 4 tập thơ khác ở Nga. Thiên sử thi Pan Tadeusz czyli Ostatni zajazd na Litwie viết trong các năm 1832-1834 in ở Paris năm 1834 được coi là kiệt tác. Adam Mickiewicz là người thể hiện ý chí của dân tộc Ba Lan, người đầu tiên nâng thơ ca Ba Lan lên ngang tầm các nền thơ khác của châu Âu.

## Tác phẩm
- Poezje (Thơ, 1822)
- Sonety krymskie (Những bài sonnet Cremia, 1826), thơ
- Konrad Wallenrod, 1828, trường ca
- Księgi narodu polskiego i pielgrzymstwa polskiego», 1832, văn xuôi
- Pan Tadeusz czyli Ostatni zajazd na Litwi, 1834, thiên sử thi

Các tuyển tập:
- Dzieła. Wydanie narodowe, t. 1-16, Warszawa, 1949—1955
- Dzieła. Wydanie jubileuszowe, t. 1-16; Warszawa, 1955
- Dzieła wszystkie, t. 1, 4, Warszawa, 1969-72

## Một vài bài thơ
| Gửi vào Album S.B. Đã qua phút giây hạnh phúc của mùa hè Khi ta nhẹ nhàng dạo chơi trên đồng cỏ Ngắt những bông hoa, ta bó thành một bó Hoa bây giờ nơi đó chẳng tìm ra. Quên bão giông, bóng tối giữa trời xanh Ở nơi đó ánh vàng lên đồng cỏ Tìm trang giấy cho bàn tay em nhỏ Nhưng em ơi trang giấy thật khó tìm. Thấy trang giấy, anh mang nó theo mình Dù điều này em không còn trân trọng Trang giấy này bàn tay anh sưởi ấm Quà tặng cuối cùng anh gửi về em. Hãy ngủ ngon Hãy ngủ ngon! Anh chia tay với em Để thiên thần đưa em vào giấc mộng Hãy ngủ ngon! Đắm chìm vào quên lãng Vẻ lặng yên sẽ mang đến trong lòng. Từng phút giây em hãy ở bên anh Một bước đi, một lời, em hãy nhớ Để hình dung theo từng đường nét nhỏ Gọi anh về từ bóng tối đêm đen! Hãy ngủ ngon! Cho anh nhìn mắt em Và gương mặt, cho anh nhìn có được? Hãy ngủ ngon! Cho anh hôn lên ngực! Em đừng đi, cho anh nói hai lời Hãy ngủ ngon!... Em đóng cửa mất rồi Anh nói trăm lần: "ngủ ngon" - để em không ngủ được. Phương Đông và phương Bắc Nơi ta sống trị vì cơn bão tuyết Có ghen chăng, những kẻ ở phương nam? Miền đất mêng mông, không có tận cùng Hoa trong bình minh và con tim rực lửa Nhưng ở đó họa mi giờ đang ngủ Những bông hồng, phút chốc đã ngắn hơn Lục địa khô khan nhưng ký ức giữ gìn Về những kẻ nằm trong mồ yên ngủ Quý đất đai những ai nằm trong mộ Và nhân gian muôn thuở chẳng hề quên. Nghi ngờ Anh đau khổ khi không nhìn thấy em Khi gặp em – rối bời anh đã chẳng Nhưng nếu hai đứa ở hai đầu xa thẳm Thì anh buồn, anh cảm thấy cô đơn Không làm sao trả lời được cho mình: Tình yêu chăng? Hay chỉ là tình bạn? Khi ở xa nụ cười, ánh mắt của em Hình bóng em, anh đã không tưởng tượng Dù cố gắng, chỉ hoài công, phí uổng Hình bóng rất gần tuyệt đẹp, lung linh Anh không đoán ra đến tận bình minh: Tình yêu chăng? Hay chỉ là tình bạn? Anh chịu đựng đã nhiều, nhưng dù thế Em trong nỗi niềm cay đắng chẳng hình dung Không mục đích, em không giữ con đường Anh chẳng biết tìm đâu ra cánh cửa Ai dẫn đường? Sao chẳng có lời khuyên: Tình yêu chăng? Hay chỉ là tình bạn? Anh trao em sức khỏe, nếu em cần Vì yên lặng của em, khổ đau anh chịu đựng Và chẳng phải bằng những lời trống rỗng Anh mong lặng yên, mong sức khỏe cho mình Nhưng nguyên nhân của hẹn ước thề nguyền: Tình yêu chăng? Hay chỉ là tình bạn? Có chạm đến chăng bàn tay kín thầm Có lãng quên trong giấc mơ êm ái Anh khó nhọc đến muôn đời, mãi mãi Và nghi ngờ thức dậy giữa con tim Và lý trí đòi hỏi một lời khuyên: Tình yêu chăng? Hay chỉ là tình bạn? Bài thơ sáu khổ, không đọc cho anh Người bạn nhà thơ - linh hồn báo mộng Không biết từ đâu trên trang giấy trắng Những tứ thơ, những vần điệu hiện ra? Làm nức lòng, làm hứng khởi nhà thơ? Tình yêu chăng? Hay chỉ là tình bạn? Bản dịch của Nguyễn Viết Thắng | W imionniku S.B. Jaśniały chwile szczęśliwe, niestety! Kiedy na błoniach był kwiatów dostatek, Kiedy mi było łatwiej o bukiety Niżeli teraz o kwiatek. Ryknęły burze, ciągłe leją słoty, Trudno wynaleźć na ojczystej błoni, Trudno wynaleźć, gdzie kwiat błyskał złoty, Listka dla przyjaznej dłoni. Co wynalazłem, nich tobie poświęcę, Racz wdzięcznie przyjąć, chociażby z tej miary, Że był ten listek w przyjacielskiej ręce, Że to ostatnie są dary. Dobranoc Dobranoc! już dziś więcej nie będziem bawili, Niech snu anioł modrymi skrzydły cię otoczy, Dobranoc, niech odpoczną po łzach twoje oczy, Dobranoc, niech się serce pokojem zasili. Dobranoc, z każdej ze mną przemówionej chwili Niech zostanie dźwięk jakiś cichy i uroczy, Niechaj gra w twoim uchu; a gdy myśl zamroczy, Niech się mój obraz sennym źrenicom przymili. Dobranoc, obróć jeszcze raz na mnie oczęta, Pozwól lica. - Dobranoc - chcesz na sługi klasnąć? Daj mi pierś ucałować. - Dobranoc, zapięta. - Dobranoc, już uciekłaś i drzwi chcesz zatrzasnąć. Dobranoc ci przez klamkę - niestety! zamknięta! Powtarzając: dobranoc, nie dałbym ci zasnąć. Wschód i Północ Porzuceni na swiata lodowatym końcu, Nie zazdrośćmy krainom sąsiedniejszym słońcu: Ich ląd kaszemirskiego ma barwę kobierca, Kwiat z jedwabiu jutrzenki, z płomienia ich serca; Lecz niech bulbul zabłyśnie - i wnet oko zmruży; Wnet znikną w ziemi liście, w sercach pamięć róży. A nasze lądy zimnym dochowują łonem Pamięć istot straconych przed lat milijonem. Jeśli ziemia tak długo chowa martwy szczątek, Jakież są nasze serca - dla żywych pamiątek! Niepewność Gdy cię nie widzę, nie wzdycham, nie płaczę, Nie tracę zmysłów, kiedy cię zobaczę; Jednakże gdy cię długo nie oglądam, Czegoś mi braknie, kogoś widzieć żądam; I tęskniąc sobie zadaję pytanie: Czy to jest przyjaźń? czy to jest kochanie? Gdy z oczu znikniesz, nie mogę ni razu W myśli twojego odnowić obrazu? Jednakże nieraz czuję mimo chęci, Że on jest zawsze blisko mej pamięci. I znowu sobie powtarzam pytanie: Czy to jest przyjaźń? czy to jest kochanie? Cierpiałem nieraz, nie myślałem wcale, Abym przed tobą szedł wylewać żale; Idąc bez celu, nie pilnując drogi, Sam nie pojmuję, jak w twe zajdę progi; I wchodząc sobie zadaję pytanie; Co tu mię wiodło? przyjaźń czy kochanie? Dla twego zdrowia życia bym nie skąpił, Po twą spokojność do piekieł bym zstąpił; Choć śmiałej żądzy nie ma w sercu mojem, Bym był dla ciebie zdrowiem i pokojem. I znowu sobie powtarzam pytanie: Czy to jest przyjaźń? czy to jest kochanie? Kiedy położysz rękę na me dłonie, Luba mię jakaś spokojność owionie, Zda się, że lekkim snem zakończę życie; Lecz mnie przebudza żywsze serca bicie, Które mi głośno zadaje pytanie: Czy to jest przyjaźń? czyli też kochanie? Kiedym dla ciebie tę piosenkę składał, Wieszczy duch mymi ustami nie władał; Pełen zdziwienia, sam się nie postrzegłem, Skąd wziąłem myśli, jak na rymy wbiegłem; I zapisałem na końcu pytanie: Co mię natchnęło? przyjaźń czy kochanie? |